# Melasa

Melasa je gusta smeđa tekućina, nusprodukt pri proizvodnji šećera. Upotrebljava se za proizvodnju etanola, ruma i kao koncentrirana stočna hrana.

## Melasa šećerne trske
Melasa je gusti, slatki tamnosmeđi ili tamnozeleni sok koji nastaje kao ostatak nakon kristalizacije u postupku proizvodnje šećera od šećerne repe ili šećerne trske. Sadrži oko 50% šećera, ali i hranjive tvari, esencijalne aminokiseline, željezo, kalcij, kalij, fosfor i magnezij, pa se uspoređuje s medom. Dok se melasa od šećerne repe uglavnom koristi u prehrambenoj industriji i proizvodnji alkoholnih pića, ona od šećerne trske dobrodošla je i u domaćinstvu (100 grama sadrži oko 287 kcal), jer primjerice produljuje svježinu kruha, peciva i kolača od tijesta s kvascem i miješanih tijesta. No, kako tijestu daje tamniju boju i intenzivniji okus (pogodna je za medenjake) nije za svjetlije kolače i deserte. Koristi li se kao zamjena za šećer za pripremu kolača. Osim za kolače pogodna je i za začinjavanje umaka od pečenja kao i za glaziranje pečenja.

### Smeđi šećer
Iako se smeđim šećerom može smatrati i onaj od šećerne repe, smeđi se šećer u pravilu dobiva od soka šećerne trske. Za razliku od bijelog, on je nerafiniran ili samo djelomično rafiniran, zbog čega na njegovim kristalima ostaje i melasa, koja mu daje specifičnu boju, okus i miris karamela (svjetliji ima oko 3,5%, a tamniji oko 6,5% melase). Iako je također vrlo kaloričan (100 grama smeđeg šećera sadrži oko 380 kcal), te sadrži također visok udio saharoze (oko 97%), smeđi šećer se smatra ponešto hranjivijim i kvalitetnijim od bijelog, zahvaljujući tome što nije potpuno rafiniran, pa sadrži i određenu količinu hranjivih tvari, minerala i elemenata u tragovima, kalija, kalcija, natrija, magnezija i fosfora. Zbog svojeg je okusa po karamelu pogodan za zaslađivanje različitih napitaka, kave, čajeva, kakaa, koktela i mliječnih napitaka, te jela, kukuruznih pahuljica, jela od sira i slično, ali naravno i kao zamjena za bijeli šećer u pripremi različitih deserta, kolača i drugih jela.

### Rum
Rum je žestoko alkoholno piće proizvedeno destilacijom iz melase šećerne trske. Melasa se razrjeđuje, dok se ne dobije 18-22% šećera u njoj, te se dodaje kultivirani kvasac, kojim se izaziva vrenje. Prevreli kom se destilira. Dobiveni destilat je bezbojan, neugodna mirisa na maslačnu kiselinu. Dugim stajanjem u hrastovim bačvama, slobodne se kiseline povezuju u estere. Time se gubi neugodan miris i rum dobiva ugodnu specifičnu aromu i karakterističnu smeđu boju.
Postoji bijeli i tamni rum. Sadržaj alkohola kreće se između 36 - 40%,a originalni rum sadržava i do 90% alkohola. Umjetni rum se proizvodi od esencija koje sadržavaju etilni ester maslačne kiseline, vanilin i dr. Većina ruma se proizvodi na Karibima, kao i u Južnoj Americi. Važan je dio kulture na mnogim karipskim otocima, ali se povezuje i s engleskom kraljevskom mornaricom i piratstvom.

## Melasa šećerne repe
Melasa šećerne repe nastaje kao ostatak pri proizvodnji rafiniranog šećera iz šećerne repe. Pored visokog udjela šećera (od 45 do 50%), melasa sadrži čitav niz visokovrijednih minerala, vitamina, aminokiselina, masnih kiselina, bjelančevina, kao i bogatu aromu, koja pospješuje prehranu kod životinja. Melasa šećerne repe se koristi u: proizvodnji alkohola (rafiniranog etilnog alkohola ili etanola) i kvasca; tvornicama stočne hrane, za melasiranje smjese, čime se postiže fina aroma smjese koja poboljšava prehranu; na govedarskim farmama kao dodatak prehrani.